# SG Nordring Berlin
Maillots
Le SG Nordring Berlin est un club allemand de football localisé à Berlin-Prenzlauer Berg.

## Histoire

### Berliner FC 1893
Le club plonge ses racines dans la fondation, le 22 novembre 1893, du Berliner Fussball Club vom Jahre 1893.
En 1900, le Berliner FC 93 fut un des fondateurs de la DFB.
L’équipe joua dans la plus haute division de la Märkischer Fussball Bund de 1904 à 1907, avant de descendre dans la hiérarchie.
En 1918, le BFC93 fusionna avec le Berliner Normannia 08 pour former la Berliner SpVgg Normannia 1893. Cette association fut brève car au bout d’un an, les deux clubs reprirent des routes distinctes..
En 1933, Le Berliner FC 93 se trouva un nouveau partenaire: le Berliner SC Eintracht-Borussia 01 (lui-même issu, d’une fusion en 1911, entre Berliner Sport Club Borussia 02 et Berliner SC Eintracht 01). Le club formé joua sous l’appellation BSC Eintract-Borussia 1893 Berlin jusqu’au terme de la Seconde Guerre mondiale. 
Après le conflit, comme toutes les associations allemandes, le club fut dissous par les Alliés.

### Reconstitution – SG Nordring
Dès 1945, le club fut reconstitué et comme tous les clubs berlinois prit le nom de Sportgruppe. Ce fut Sportgruppe Nordring.
Le club joua une saison dans la plus haute ligue berlinoise. En 1948, le club fut brièvement renommé Eintracht-Borussia 1893. Mais le cercle localisé dans la partie orientale de l'ancienne capitale du IIIe Reich était sous contrôle soviétique. En 1949, le club se retrouva dans la nouvellement créée RDA et prit (du prendre) le nom de Sportgemeinschaft (SG) Nordring.
Le club connut quelques succès au niveau local. Les équipes "1" et "2" remportèrent leur division respective en 1958. La même année, le club joua les quarts de finale de la FDGB-Pokal.
Le club manqua de peu (à la différence de buts) la montée en 1984. Il resta ensuite anonyme et sans soutien, comme ce fut aussi le cas du Concordia Wilhelmsruh (un autre fondateur de la DFB) ou du SG Hohenschönhause, et de bien des clubs de l'Est berlinois, qui n'étaient pas ceux se trouvant dans les bonnes grâces des autorités communistes. Celles-ci n’avaient d’yeux que pour les Betriebssportgemeinschaft officielles, qui peut sa traduire par sociétés sportives corporatives. L’État est-allemand ne soutint que deux catégories de clubs: ceux auxquels furent donner le nom d’usines, de fabriques ou de secteurs d’activités, et ceux représentant les organes du pouvoir (police, armée, ministères,…).
Après la réunification allemande, en 1990, le club prit le nom de SG Nordring 1949.